# جامعة عبد المالك السعدي
جامعة عبد المالك السعدي، هي جامعة حكومية مغربية تأسست عام 1989. وتعتبر الجامعة الرئيسية في شمال المغرب. تتكون هذه الجامعة من 18 مؤسسة ، بما في ذلك المدارس والمؤسسات المنتشرة عبر جهة طنجة تطوان الحسيمة وفي مدينة العرائش. وتغطي مجالات العلوم والقانون والاقتصاد والعلوم الإنسانية والآداب والتكنولوجيا. في عام 2016 أنشأت الجامعة معهد CONFUCIUS لتعلم اللغة الصينية وهو المعهد الثالث على مستوى البلاد.

## تاريخ
تأسست جامعة عبد المالك السعدي بموجب الظهير رقم 189-144 المؤرخ في 23 أكتوبر 1989 والمتمم بالظهير رقم 177-398 المؤرخ في 16 أكتوبر 1975 المتعلق بإنشاء الجامعات.
سُميت الجامعة تكريمًا للسلطان السعدي أبو مروان عبد الملك الذي انتصرت قواته في معركة وادي المخازن، والتي تسمى أيضًا معركة الملوك الثلاثة، ضد ملك البرتغال سيبستيان الأول وحلفائه، وتقع بجوار مدينة القصر الكبير.
أُنشئت الجامعة من نواة أولى تم إنشاؤها في عام 1982، وتم إنشاؤها في وقت مناسب عندما تعهد المغرب، اقتصاديًا وسياسيًا، باستراتيجية إقليمية تهدف إلى تعزيز اللامركزية، من خلال إنشاء نواة جامعية يتمثل هدفها الأساسي في تكييف الإمكانات من حيث التدريب والبحث مع الاحتياجات المحددة لمنطقة الشمال الغربي.

## الكليات
تتكون الجامعة من 18 مؤسسة جامعية:
- كلية الآداب والعلوم الإنسانية بتطوان
- كلية العلوم بتطوان
- كلية العلوم القانونية و السياسة بتطوان
- كلية علوم الاقتصاد و التدبير بتطوان
- المدرسة العليا للأساتذة بتطوان
- المدرسة الوطنية للعلوم التطبيقية بتطوان
- كلية اصول الدين بتطوان
- كلية العلوم و التقنيات بالحسيمة
- المدرسة الوطنية للعلوم التطبيقية بالحسيمة
- كلية الطب و الصيدلة بطنجة
- كلية العلوم والتقنيات بطنجة
- المدرسة الوطنية للتجارة والتسيير بطنجة
- مدرسة الملك فهد العليا للترجمة بطنجة
- كلية العلوم القانونية والاقتصادية والاجتماعية بطنجة
- المدرسة الوطنية للعلوم التطبيقية بطنجة: (Ensat) هي إحدى المدارس الجامعية المغربية بمدينة طنجة، تقع في جامعة عبد المالك السعدي قرب مطار ابن بطوطة.[3][4][5]
- الكلية المتعددة التخصصات بالعرائش

وفيما يخص الأعمال الاجتماعية للطلبة، هناك حي جامعي بتطوان وحي جامعي بمارتيل وإقامة جامعية للإناث بمارتيل، وحي جامعي بطنجة وحيين جامعيين بالحسيمة
يتم تسيير شؤون الجامعة من طرف مجلس ينعقد برئاسة رئيس الجامعة ويضم في عضويته شخصيات معينة تنتمي إلى المحيط السوسيواقتصادي وشخصيات منتخبة من طرف أساتذة وإداريي وطلبة الجامعة، بالإضافة إلى عمداء المؤسسات الجامعية، وينبثق عن هذا المجلس هياكل متنوعة تتمثل في اللجنة البيداغوجية ولجنة البحث العلمي ولجنة الشؤون الثقافية والاجتماعية بالإضافة إلى مجلس التدبير.

## التدريس والبحث
ملاحظة: قد لا تكون المعلومات الواردة أدناه محدثة.

### التدريب
تستهدف برامج التعليم الأوليّة والمستمرة في الجامعة جميع الفئات وتقدم تدريبًا معتمدًا في العديد من المجالات. يتم تنظيم التدريب في دولة الإمارات العربية المتحدة بشكل أساسي وفقًا للهيكل التربوي للتعليم العالي. يتم تنظيم البكالوريوس والماجستير والدكتوراه في 4 مجالات تخصصية: العلوم والتقنيات والقانون والاقتصاد والإدارة والعلوم الإنسانية والآداب والفنون والعلوم الطبية والصيدلانية. تعد الجامعة عروض التدريب وفقًا لإطار البكالوريوس للاعتماد وبدء التقديم من بداية العام الدراسي 2021-2022.
الأنواع الأربعة عشر من الدبلومات المعدة هي كما يلي:
- DUT: دبلوم جامعي في التكنولوجيا.
- LEF: ترخيص الدراسات الأساسية.
- LE: ترخيص التعليم.
- LP: ترخيص مهني.
- LST: بكالوريوس العلوم والتكنولوجيا.
- LP-FUE: ترخيص مهني - مسار التعليم الجامعي.
- M: ماجستير.
- MS: ماجستير متخصص.
- MST: ماجستير في العلوم والتكنولوجيا.
- MS-FUE: ماجستير متخصص - مسار التعليم الجامعي.
- DI: دبلوم مهندس.
- DT: دبلوم مترجم.
- DEncg: دبلوم من ENCG.
- DDM: دبلوم دكتور في الطب.

لقد تمكنت دولة الإمارات العربية المتحدة من تطوير إمكانات بحثية مثيرة للاهتمام وواعدة. وقد مكّن الهيكل الأفضل من تطوير البحوث الموجهة نحو الموضوعات الإقليمية والوطنية، وقد بُذلت العديد من الجهود للوصول إلى التنظيم الجديد للبحث الذي يتميز بإصلاح شامل للمختبرات والفرق ومجموعات البحث وإعادة تجميع مراكز التدريب على الدكتوراه الموجودة في مراكز دراسات الدكتوراه (CED).
يتم تنظيم البحث في دولة الإمارات العربية المتحدة الآن في إطار 5 مراكز تدريب على الدكتوراه و38 مختبرًا و20 مجموعة و52 فريقًا بحثيًا معتمدًا من قبل مجلس الجامعة. ومن جانبها، تم تحديد البحث والتعاون الدولي في استراتيجية تطوير الجامعة كأولويات. إنها الضامن للتدريب والبحث ببعد دولي يسمح للجامعة باستقبال وتدريب الطلاب الأجانب وتقديم فرصة لطلابها وموظفيها للانطلاق نحو ثقافات أخرى، ببعد أفريقي حاضر للغاية.

### الحضور الرقمي
توفر الجامعة للطلاب منصة ويب توفر الموارد (دورات PDF، ومقاطع فيديو، وما إلى ذلك) لجميع فروع الدراسة، ويتوفر أيضًا نظام مراسلة.

## الجامعة في أرقام
| الحقل       | الرقم                          |
| ----------- | ------------------------------ |
| عدد الطلبة  | 125800 طالب وطالبة 64572 طالبة |
| عدد الكليات | 10                             |
|             |                                |